# Кристијан Закардо
Кристијан Закардо (итал. Cristian Zaccardo; 21. децембар 1981), бивши је италијански професионални фудбалер, члан реда заслужних грађана Италије (OMRI). Играо је углавном као одбрамбени играч, на позицији штопера, али је могао да игра и на позицији бека или дефанзивног везног на средини терена.
Каријеру је почео у италијанском клубу Болоња 2000. гдје је претходно играо у млађим категоријама. Током прве сезоне био је на позајмици у Специји, након чега се вратио у Болоњу гдје је остао до 2004. године, а затим је прешао у Палермо. У клубу је остао четири године и одиграо преко стотину утакмица, а 2008. прешао је у њемачки клуб Волфсбург. Након једне сезоне у Њемачкој и освојене титуле у Бундеслиги у сезони 2008/09. вратио се у Италију и прешао је у Парму. У клубу је остао четири године и одиграо преко стотину утакмица, а 2013. прешао је у Милан, у којем је остао двије године и одиграо 15 утакмица у Серији А, након чега је 2015. прешао у Карпи, клуб из Серији Б. Након једне сезоне отишао је на позајмицу у Виченцу, гдје је био стандардан и 2017. прешао је у клуб, али није одиграо ниједну утакмицу, након чега је у октобру 2017. прешао у Хамрун спартанс са Малте. У јануару 2019. прешао је у Тре Фјори из Сан Марина, са којим је освојио Куп, након чега је у јулу 2019. завршио каријеру.
За репрезентацију Италије дебитовао је 2004. и одиграо је укупно 17 утакмица. Био је члан репрезентације на Свјетском првенству 2006. на којем је Италија освојила титулу, а репрезентативну каријеру завршио је 2007. године.